# Sofia Olsson Olsén
Kerstin Sofia Magdalena Olsson Olsén, född 17 september 1965, är en svensk journalist och företagsledare.
Sofia Olsson Olsén utbildade sig på Journalisthögskolan i Stockholm, och började därefter som reporter på Borlänge Tidning. Hon blev därefter nöjesredaktör, nattchef och krönikör på Arbetarbladet. Hon har även varit chefredaktör/redaktionschef och ansvarig utgivare för tidningar som Dala-Demokraten 1998–2004 och Norra Västerbotten 2004–2006. Perioden 2007–2018 var hon anställd vid Aftonbladet i olika befattningar, varav de senare knappa två åren som publisher (VD, chefredaktör och ansvarig utgivare).
Sofia Olsson Olsén är styrelseledamot för Poppius journalistskola. Hon är även ordinarie ledamot i Pressens Opinionsnämnd. Hon var 2005–2015 andre vice ordförande i Presstödsnämnden.
Sofia Olsson Olsén är sedan 2005 gift med journalisten Olov Carlsson.